# Vera Anisimova
Vera Vasil'evna Anisimova (in russo Вера Васильевна Анисимова?; Mosca, 25 maggio 1952) è un'ex velocista sovietica.

## Palmarès

### Olimpiadi
- 2 medaglie:
  - 1 argento (Mosca 1980 nella staffetta 4x100 m)
  - 1 bronzo (Montréal 1976 nella staffetta 4x100 m)

### Europei
- 1 medaglia:
  - 1 oro (Praga 1978 nella staffetta 4x100 m)